# Чёрная Венера
«Чёрная Венера» (фр. Vénus noire) — французско-бельгийская историческая драма режиссёра Абделатифа Кешиша 2010 года, основанная на истории реальной женщины — Саарти Бартман. Фильм участвовал в основной конкурсной программе 67-го Венецианского кинофестиваля и получил Приз равных возможностей.

## Сюжет
Действие фильма происходит в начале XIX века. Анатом Жорж Кювье из Парижской Королевской медицинской академии встречает на шоу уродов интересную личность — африканскую женщину, чья голова очень похожа на голову обезьяны. Анатом и его коллеги в восторге от увиденного. Эта женщина — Саарти Бартман, южноафриканка, которую брат хозяина привёз в Европу, чтобы показать миру. В течение нескольких лет она участвовала в различных шоу, показывая зрителям свои неестественно большие для европейцев ягодицы. У неё на родине подобные ягодицы, проявление стеатопигии, характерной для женщин койсанской расы, считались признаком красоты. В Европе чернокожая девушка поначалу прославилась и получила прозвище «Готтентотская Венера». Но затем, будучи всеми забытой, вынуждена была заниматься проституцией и в 1815 году умерла в нищете от венерической болезни.

## В ролях
| Актёр            | Роль           |
| ---------------- | -------------- |
| Яхима Торрес     | Саарти Бартман |
| Андре Джейкобс   | Хендрик Сезар  |
| Оливье Гурме     | Рео            |
| Жан-Кристоф Буве | Шарль Меркайи  |
| Франсуа Марторе  | Жорж Кювье     |
| Элина Лёвенсон   | Жанна          |
| Элишка Кросс     | любовница      |